# Josip Brekalo
Josip Brekalo (chorvatská výslovnost: [jǒsip brěːkalo]; * 23. června 1998 Záhřeb) je chorvatský profesionální fotbalista, který hraje na pozici křídelníka v chorvatském klubu HNK Hajduk Split, kde je na hostování z Fiorentiny, a v chorvatském národním týmu.

## Klubová kariéra
Brekalo je odchovancem Dinama Záhřeb. Ligový debut si odbyl dne 19. prosince 2015 proti Interu Zaprešić. Dne 15. května 2016 přestoupil do bundesligového klubu VfL Wolfsburg za částku okolo 10 milionů euro.

### VfL Wolfsburg
Dne 31. ledna 2017 odešel Brekalo do VfB Stuttgart na hostování do konce sezóny s opcí prodloužení o další rok. Hostování bylo automaticky prodlouženo do června 2018 po postupu Stuttgartu do nejvyšší soutěže. Brekalo vstřelil svůj první soutěžní gól 17. února 2017, a to v utkání proti 1. FC Heidenheim.
Brekalovo hostování bylo ukončeno předběžně, konkrétně 1. ledna 2018. 8. května 2021 vstřelil svůj první hattrick v kariéře při vítězství 3:0 nad Unionem Berlín.

## Reprezentační kariéra
Brekalo debutoval v reprezentaci Chorvatska 15. listopadu 2018 při vítězství 3:2 nad Španělskem v rámci Ligy národů. 8. září 2020 vstřelil Brekalo svůj první reprezentační gól při porážce proti Francii v Lize národů.

## Statistiky

### Klubové
K 22. květnu 2021
| Klub                  | Sezóna  | Liga          | Liga   | Liga | Pohár  | Pohár | Evropské poháry | Evropské poháry | Celkem | Celkem |
| Klub                  | Sezóna  | Liga          | Zápasy | Góly | Zápasy | Góly  | Zápasy          | Góly            | Zápasy | Góly   |
| --------------------- | ------- | ------------- | ------ | ---- | ------ | ----- | --------------- | --------------- | ------ | ------ |
| Dinamo Záhřeb         | 2015/19 | Prva HNL      | 8      | 0    | 3      | 1     | —               | —               | 11     | 1      |
| VfL Wolfsburg         | 2016/17 | Bundesliga    | 4      | 0    | 0      | 0     | —               | —               | 4      | 0      |
| VfL Wolfsburg         | 2017/18 | Bundesliga    | 15     | 4    | 0      | 0     | —               | —               | 15     | 4      |
| VfL Wolfsburg         | 2018/19 | Bundesliga    | 25     | 3    | 2      | 0     | —               | —               | 27     | 3      |
| VfL Wolfsburg         | 2019/20 | Bundesliga    | 30     | 3    | 2      | 1     | 8               | 3               | 40     | 7      |
| VfL Wolfsburg         | 2020/21 | Bundesliga    | 29     | 7    | 2      | 0     | 2               | 0               | 33     | 7      |
| VfL Wolfsburg         | Celkem  | Celkem        | 103    | 17   | 6      | 1     | 10              | 3               | 119    | 21     |
| VfB Stuttgart (host.) | 2016/17 | 2. Bundesliga | 11     | 1    | 0      | 0     | —               | —               | 11     | 1      |
| VfB Stuttgart (host.) | 2017/18 | Bundesliga    | 14     | 1    | 3      | 1     | —               | —               | 17     | 2      |
| VfB Stuttgart (host.) | Celkem  | Celkem        | 25     | 2    | 3      | 1     | —               | —               | 28     | 3      |
| Celkem                | Celkem  | Celkem        | 136    | 19   | 12     | 3     | 10              | 3               | 158    | 25     |

### Reprezentační
K 30. březnu 2021
| Chorvatsko | Chorvatsko | Chorvatsko |
| Rok        | Zápasy     | Góly       |
| ---------- | ---------- | ---------- |
| 2018       | 2          | 0          |
| 2019       | 9          | 0          |
| 2020       | 8          | 3          |
| 2021       | 3          | 1          |
| Celkem     | 22         | 4          |

#### Reprezentační góly
K zápasu odehranému 30. března 2021. Skóre a výsledky Chorvatska jsou vždy zapisovány jako první
| Gól | Datum              | Místo                                 | Soupeř    | Skóre | Výsledek | Soutěž                                |
| --- | ------------------ | ------------------------------------- | --------- | ----- | -------- | ------------------------------------- |
| 1.  | 8. září 2020       | Stade de France, Saint-Denis, Francie | Francie   | 2–2   | 2–4      | Liga národů UEFA 2020/21              |
| 2.  | 7. října 2020      | Kybunpark, St. Gallen, Švýcarsko      | Švýcarsko | 1–1   | 2–1      | Přátelský zápas                       |
| 3.  | 11. listopadu 2020 | Vodafone Park, Istanbul, Turecko      | Turecko   | 3–2   | 3–3      | Přátelský zápas                       |
| 4.  | 30. března 2021    | Stadion Rujevica, Rijeka, Chorvatsko  | Malta     | 3–0   | 3–0      | Kvalifikace na Mistrovství světa 2022 |

## Ocenění

### Klubová

#### Dinamo Záhřeb
- Prva hrvatska nogometna liga: 2015/16
- Chorvatský fotbalový pohár: 2015/16

#### VfB Stuttgart
- 2. Bundesliga: 2016/17[11]